# Dominik Greif
Dominik Greif (Bratislava, 6 april 1997) is een Slowaaks voetballer die speelt als doelman. In juli 2021 verruilde hij Slovan Bratislava voor RCD Mallorca. Greif maakte in 2019 zijn debuut in het Slowaaks voetbalelftal.

## Clubcarrière
Greif speelde in de jeugd van Vrakuňa Bratislava en Slovan Bratislava. Hier speelde hij zijn eerste professionele wedstrijd op 13 mei 2016, toen in de Fortuna Liga met 1–1 gelijkgespeeld werd tegen Zemplín Michalovce. Slovan kwam op voorsprong door een treffer van Tamás Priskin, waarna Dominik Kunca de score besliste. Greif mocht van coach Nikodimos Papavasiliou als basisspeler aan het duel beginnen en hij speelde de volle negentig minuten mee. In zijn tweede seizoen in het eerste elftal won hij voor het eerst het bekertoernooi en in het seizoen 2018/19 voor het eerst het landskampioenschap. In de zomer van 2021 verkaste Greif voor een bedrag van circa tweeënhalf miljoen euro naar RCD Mallorca, waar hij zijn handtekening zette onder een verbintenis voor de duur van vijf seizoenen. Op 26 september van dat jaar speelde hij zijn eerste wedstrijd in de Primera División. De thuiswedstrijd werd met 2–3 verloren van Osasuna.

## Clubstatistieken
| Seizoen | Club              | Competitie       | Competitie | Competitie | Beker | Beker | Internationaal | Internationaal | Totaal | Totaal |
| Seizoen | Club              | Competitie       | Wed.       | Dlp.       | Wed.  | Dlp.  | Wed.           | Dlp.           | Wed.   | Dlp.   |
| ------- | ----------------- | ---------------- | ---------- | ---------- | ----- | ----- | -------------- | -------------- | ------ | ------ |
| 2015/16 | Slovan Bratislava | Fortuna Liga     | 2          | 0          | 2     | 0     | 0              | 0              | 4      | 0      |
| 2016/17 | Slovan Bratislava | Fortuna Liga     | 8          | 0          | 1     | 0     | 0              | 0              | 9      | 0      |
| 2017/18 | Slovan Bratislava | Fortuna Liga     | 19         | 0          | 2     | 0     | 4              | 0              | 25     | 0      |
| 2018/19 | Slovan Bratislava | Fortuna Liga     | 28         | 0          | 0     | 0     | 2              | 0              | 30     | 0      |
| 2019/20 | Slovan Bratislava | Fortuna Liga     | 20         | 0          | 0     | 0     | 14             | 0              | 34     | 0      |
| 2020/21 | Slovan Bratislava | Fortuna Liga     | 26         | 0          | 0     | 0     | 1              | 0              | 22     | 0      |
| 2021/22 | RCD Mallorca      | Primera División | 1          | 0          | 1     | 0     | —              | —              | 2      | 0      |
| 2022/23 | RCD Mallorca      | Primera División | 1          | 0          | 3     | 0     | —              | —              | 4      | 0      |
| 2023/24 | RCD Mallorca      | Primera División | 1          | 0          | 7     | 0     | —              | —              | 8      | 0      |
| 2024/25 | RCD Mallorca      | Primera División | 5          | 0          | 0     | 0     | —              | —              | 5      | 0      |
| Totaal  | Totaal            | Totaal           | 111        | 0          | 16    | 0     | 21             | 0              | 148    | 0      |

Bijgewerkt op 27 september 2024.

## Interlandcarrière
Greif maakte zijn debuut in het Slowaaks voetbalelftal op 7 juni 2019, toen met 5–1 gewonnen werd van Jordanië. Lukáš Haraslín, Martin Chrien, Ján Greguš, Samuel Mráz en Jaroslav Mihalík scoorden voor Slowakije en namens Jordanië kwam de naam van Musa Al-Taamari op het scorebord. Greif moest van bondscoach Pavel Hapal op de reservebank beginnen en hij viel in de rust in voor Matúš Kozáčik. De andere Slowaakse debutanten dit duel waren Róbert Boženík (MŠK Žilina), Lukáš Haraslín (Lechia Gdańsk) en Martin Chrien (Santa Clara).
| Interlands van Dominik Greif voor Slowakije | Interlands van Dominik Greif voor Slowakije | Interlands van Dominik Greif voor Slowakije | Interlands van Dominik Greif voor Slowakije | Interlands van Dominik Greif voor Slowakije | Interlands van Dominik Greif voor Slowakije |
| №                                           | Datum                                       | Wedstrijd                                   | Uitslag                                     | Competitie                                  | Goals                                       |
| Als speler bij Slovan Bratislava            | Als speler bij Slovan Bratislava            | Als speler bij Slovan Bratislava            | Als speler bij Slovan Bratislava            | Als speler bij Slovan Bratislava            | Als speler bij Slovan Bratislava            |
| ------------------------------------------- | ------------------------------------------- | ------------------------------------------- | ------------------------------------------- | ------------------------------------------- | ------------------------------------------- |
| 1                                           | 7 juni 2019                                 | Slowakije – Jordanië                        | 5 – 1                                       | Vriendschappelijk                           |                                             |
| 2                                           | 13 oktober 2019                             | Slowakije – Paraguay                        | 1 – 1                                       | Vriendschappelijk                           |                                             |
| 3                                           | 4 september 2020                            | Slowakije – Tsjechië                        | 1 – 3                                       | Nations League 2020/21                      |                                             |
| 4                                           | 14 oktober 2020                             | Slowakije – Israël                          | 2 – 3                                       | Nations League 2020/21                      |                                             |

Bijgewerkt op 27 september 2024.

## Erelijst
| Fortuna Liga    | 3 | 2018/19, 2019/20, 2020/21          |
| Slovenský Pohár | 4 | 2016/17, 2017/18, 2019/20, 2020/21 |